# Pylojacquesia colemani
Pylojacquesia colemani is een tienpotigensoort uit de familie van de Pylojacquesidae. De wetenschappelijke naam van de soort is voor het eerst geldig gepubliceerd in 2001 door McLaughlin & Lemaitre.